# شوال‌هیون هدز
شوال‌هیون هدز (به انگلیسی: Shoalhaven Heads) یک شهرک در استرالیا است که در نیو ساوت ولز واقع شده‌است.